# Хёведе
Хёведе (нем. Hövede) — община в Германии, в земле Шлезвиг-Гольштейн. 
Входит в состав района Дитмаршен. Подчиняется управлению КЛьГ Теллингштедт.  Население составляет 65 человек (на 31 декабря 2010 года). Занимает площадь 2,94 км².